# Carl Wernicke
Carl Wernicke, född 15 maj 1848 i Tarnowitz, Schlesien, död 15 juni 1905, var en tysk neurolog och psykiater.
Han studerade medicin vid universitetet i Breslau och var klar med grundutbildningen 1870. Under vidareutbildningen som psykiater assisterade han Heinrich Neumann och fick då möjlighet att tillbringa sex månader i Wien där Theodor Meynert fick ett stort inflytande på honom. Wernicke blev docent i psykiatri i Breslau 1875 och i Berlin 1876. Åren 1876–1878 var han förste assistent på Carl Friedrich Otto Westphals klinik för psykiatri och neurologi på Charitésjukhuset i Berlin.
Mellan 1878 och 1885 drev Wernicke en privatpraktik i Berlin. Från 1881 till 1883 publicerade han en omfattande lärobok i tre band med titeln Lehrbuch der Gehirnkrankheiten. År 1885 utnämndes han till extra ordinarie professor i neurologi och psykiatri i Breslau; fem år senare blev han professor där i samma ämnen och 1904 fick han motsvarande tjänst i Halle an der Saale. Tillsammans med Theodor Ziehen grundade han tidskriften Monatsschrift für Psychiatrie und Neurologie 1897. Wernicke dog i sviterna efter en cykelolycka. 
Wernicke har givit namn åt Pick-Wernickes syndrom (tillsammans med Arnold Pick), Wernickes centrum, Wernickes demens, Wernickes encefalopati, Wernicke-Korsakoffs syndrom (tillsammans med Sergei Sergeievich Korsakoff).